# Acrocercops theaeformisella
Acrocercops theaeformisella är en fjärilsart som beskrevs av Pierre E.L. Viette 1955. Acrocercops theaeformisella ingår i släktet Acrocercops och familjen styltmalar.
Artens utbredningsområde är Madagaskar. Inga underarter finns listade i Catalogue of Life.